# Danh sách tiểu hành tinh: 3601–3700
| Tên                  | Tên đầu tiên | Ngày phát hiện       | Nơi phát hiện        | Người phát hiện                                        |
| -------------------- | ------------ | -------------------- | -------------------- | ------------------------------------------------------ |
| 3601 Velikhov        | 1979 SP9     | 22 tháng 9 năm 1979  | Nauchnij             | N. S. Chernykh                                         |
| 3602 Lazzaro         | 1981 DQ2     | 28 tháng 2 năm 1981  | Siding Spring        | S. J. Bus                                              |
| 3603 Gajdušek        | 1981 RM      | 5 tháng 9 năm 1981   | Kleť                 | L. Brožek                                              |
| 3604 Berkhuijsen     | 5550 P-L     | 17 tháng 10 năm 1960 | Palomar              | C. J. van Houten, I. van Houten-Groeneveld, T. Gehrels |
| 3605 Davy            | 1932 WB      | 28 tháng 11 năm 1932 | Uccle                | E. Delporte                                            |
| 3606 Pohjola         | 1939 SF      | 19 tháng 9 năm 1939  | Turku                | Y. Väisälä                                             |
| 3607 Naniwa          | 1977 DO4     | 18 tháng 2 năm 1977  | Kiso                 | H. Kosai, K. Hurukawa                                  |
| 3608 Kataev          | 1978 SD1     | 27 tháng 9 năm 1978  | Nauchnij             | L. I. Chernykh                                         |
| 3609 Liloketai       | 1980 VM1     | 13 tháng 11 năm 1980 | Nanking              | Purple Mountain Observatory                            |
| 3610 Decampos        | 1981 EA1     | 5 tháng 3 năm 1981   | La Silla             | H. Debehogne, G. DeSanctis                             |
| 3611 Dabu            | 1981 YY1     | 20 tháng 12 năm 1981 | Nanking              | Purple Mountain Observatory                            |
| 3612 Peale           | 1982 TW      | 13 tháng 10 năm 1982 | Anderson Mesa        | E. Bowell                                              |
| 3613 Kunlun          | 1982 VJ11    | 10 tháng 11 năm 1982 | Nanking              | Purple Mountain Observatory                            |
| 3614 Tumilty         | 1983 AE1     | 12 tháng 1 năm 1983  | Anderson Mesa        | N. G. Thomas                                           |
| 3615 Safronov        | 1983 WZ      | 29 tháng 11 năm 1983 | Anderson Mesa        | E. Bowell                                              |
| 3616 Glazunov        | 1984 JJ2     | 3 tháng 5 năm 1984   | Nauchnij             | L. V. Zhuravleva                                       |
| 3617 Eicher          | 1984 LJ      | 2 tháng 6 năm 1984   | Anderson Mesa        | B. A. Skiff                                            |
| 3618 Kuprin          | 1979 QP8     | 20 tháng 8 năm 1979  | Nauchnij             | N. S. Chernykh                                         |
| 3619 Nash            | 1981 EU35    | 2 tháng 3 năm 1981   | Siding Spring        | S. J. Bus                                              |
| 3620 Platonov        | 1981 RU2     | 7 tháng 9 năm 1981   | Nauchnij             | L. G. Karachkina                                       |
| 3621 Curtis          | 1981 SQ1     | 16 tháng 9 năm 1981  | Anderson Mesa        | N. G. Thomas                                           |
| 3622 Ilinsky         | 1981 SX7     | 29 tháng 9 năm 1981  | Nauchnij             | L. V. Zhuravleva                                       |
| 3623 Chaplin         | 1981 TG2     | 4 tháng 10 năm 1981  | Nauchnij             | L. G. Karachkina                                       |
| 3624 Mironov         | 1982 TH2     | 14 tháng 10 năm 1982 | Nauchnij             | L. V. Zhuravleva, L. G. Karachkina                     |
| 3625 Fracastoro      | 1984 HZ1     | 27 tháng 4 năm 1984  | La Silla             | W. Ferreri                                             |
| 3626 Ohsaki          | 1929 PA      | 4 tháng 8 năm 1929   | Heidelberg           | M. F. Wolf                                             |
| 3627 Sayers          | 1973 DS      | 28 tháng 2 năm 1973  | Hamburg-Bergedorf    | L. Kohoutek                                            |
| 3628 Božněmcová      | 1979 WD      | 25 tháng 11 năm 1979 | Kleť                 | Z. Vávrová                                             |
| 3629 Lebedinskij     | 1982 WK      | 21 tháng 11 năm 1982 | Kleť                 | A. Mrkos                                               |
| 3630 Lubomír         | 1984 QN      | 28 tháng 8 năm 1984  | Kleť                 | A. Mrkos                                               |
| 3631 Sigyn           | 1987 BV1     | 25 tháng 1 năm 1987  | La Silla             | E. W. Elst                                             |
| 3632 Grachevka       | 1976 SJ4     | 24 tháng 9 năm 1976  | Nauchnij             | N. S. Chernykh                                         |
| 3633 Mira            | 1980 EE2     | 13 tháng 3 năm 1980  | El Leoncito          | Felix Aguilar Observatory                              |
| 3634 Iwan            | 1980 FV      | 16 tháng 3 năm 1980  | La Silla             | C.-I. Lagerkvist                                       |
| 3635 Kreutz          | 1981 WO1     | 21 tháng 11 năm 1981 | Calar Alto           | L. Kohoutek                                            |
| 3636 Pajdušáková     | 1982 UJ2     | 17 tháng 10 năm 1982 | Kleť                 | A. Mrkos                                               |
| 3637 O'Meara         | 1984 UQ      | 23 tháng 10 năm 1984 | Anderson Mesa        | B. A. Skiff                                            |
| 3638 Davis           | 1984 WX      | 20 tháng 11 năm 1984 | Anderson Mesa        | E. Bowell                                              |
| 3639 Weidenschilling | 1985 TX      | 15 tháng 10 năm 1985 | Anderson Mesa        | E. Bowell                                              |
| 3640 Gostin          | 1985 TR3     | 11 tháng 10 năm 1985 | Palomar              | C. S. Shoemaker                                        |
| 3641 Williams Bay    | A922 WC      | 24 tháng 11 năm 1922 | Williams Bay         | G. Van Biesbroeck                                      |
| 3642 Frieden         | 1953 XL1     | 4 tháng 12 năm 1953  | Sonneberg            | H. Gessner                                             |
| 3643 Tienchanglin    | 1978 UN2     | 29 tháng 10 năm 1978 | Nanking              | Purple Mountain Observatory                            |
| 3644 Kojitaku        | 1931 TW      | 5 tháng 10 năm 1931  | Heidelberg           | K. Reinmuth                                            |
| 3645 Fabini          | 1981 QZ      | 28 tháng 8 năm 1981  | Kleť                 | A. Mrkos                                               |
| 3646 Aduatiques      | 1985 RK4     | 11 tháng 9 năm 1985  | La Silla             | H. Debehogne                                           |
| 3647 Dermott         | 1986 AD1     | 11 tháng 1 năm 1986  | Anderson Mesa        | E. Bowell                                              |
| 3648 Raffinetti      | 1957 HK      | 24 tháng 4 năm 1957  | La Plata Observatory | La Plata Observatory                                   |
| 3649 Guillermina     | 1976 HQ      | 26 tháng 4 năm 1976  | El Leoncito          | Felix Aguilar Observatory                              |
| 3650 Kunming         | 1978 UO2     | 30 tháng 10 năm 1978 | Nanking              | Purple Mountain Observatory                            |
| 3651 Friedman        | 1978 VB5     | 7 tháng 11 năm 1978  | Palomar              | E. F. Helin, S. J. Bus                                 |
| 3652 Soros           | 1981 TC3     | 6 tháng 10 năm 1981  | Nauchnij             | T. M. Smirnova                                         |
| 3653 Klimishin       | 1979 HF5     | 25 tháng 4 năm 1979  | Nauchnij             | N. S. Chernykh                                         |
| 3654 AAS             | 1949 QH1     | 21 tháng 8 năm 1949  | Brooklyn             | Đại học Indiana                                        |
| 3655 Eupraksia       | 1978 SA3     | 16 tháng 9 năm 1978  | Nauchnij             | L. V. Zhuravleva                                       |
| 3656 Hemingway       | 1978 QX      | 31 tháng 8 năm 1978  | Nauchnij             | N. S. Chernykh                                         |
| 3657 Ermolova        | 1978 ST6     | 16 tháng 9 năm 1978  | Nauchnij             | L. V. Zhuravleva                                       |
| 3658 Feldman         | 1982 TR      | 13 tháng 10 năm 1982 | Anderson Mesa        | E. Bowell                                              |
| 3659 Bellingshausen  | 1969 TE2     | 8 tháng 10 năm 1969  | Nauchnij             | L. I. Chernykh                                         |
| 3660 Lazarev         | 1978 QX2     | 31 tháng 8 năm 1978  | Nauchnij             | N. S. Chernykh                                         |
| 3661 Dolmatovskij    | 1979 UY3     | 16 tháng 10 năm 1979 | Nauchnij             | N. S. Chernykh                                         |
| 3662 Dezhnev         | 1980 RU2     | 8 tháng 9 năm 1980   | Nauchnij             | L. V. Zhuravleva                                       |
| 3663 Tisserand       | 1985 GK1     | 15 tháng 4 năm 1985  | Anderson Mesa        | E. Bowell                                              |
| 3664 Anneres         | 4260 P-L     | 24 tháng 9 năm 1960  | Palomar              | C. J. van Houten, I. van Houten-Groeneveld, T. Gehrels |
| 3665 Fitzgerald      | 1979 FE      | 19 tháng 3 năm 1979  | Kleť                 | A. Mrkos                                               |
| 3666 Holman          | 1979 HP      | 19 tháng 4 năm 1979  | Cerro Tololo         | J. C. Muzzio                                           |
| 3667 Anne-Marie      | 1981 EF      | 9 tháng 3 năm 1981   | Anderson Mesa        | E. Bowell                                              |
| 3668 Ilfpetrov       | 1982 UM7     | 21 tháng 10 năm 1982 | Nauchnij             | L. G. Karachkina                                       |
| 3669 Vertinskij      | 1982 UO7     | 21 tháng 10 năm 1982 | Nauchnij             | L. G. Karachkina                                       |
| 3670 Northcott       | 1983 BN      | 22 tháng 1 năm 1983  | Anderson Mesa        | E. Bowell                                              |
| 3671 Dionysus        | 1984 KD      | 27 tháng 5 năm 1984  | Palomar              | C. S. Shoemaker, E. M. Shoemaker                       |
| 3672 Stevedberg      | 1985 QQ      | 22 tháng 8 năm 1985  | Anderson Mesa        | E. Bowell                                              |
| 3673 Levy            | 1985 QS      | 22 tháng 8 năm 1985  | Anderson Mesa        | E. Bowell                                              |
| 3674 Erbisbühl       | 1963 RH      | 13 tháng 9 năm 1963  | Sonneberg            | C. Hoffmeister                                         |
| 3675 Kemstach        | 1982 YP1     | 23 tháng 12 năm 1982 | Nauchnij             | L. G. Karachkina                                       |
| 3676 Hahn            | 1984 GA      | 3 tháng 4 năm 1984   | Anderson Mesa        | E. Bowell                                              |
| 3677 Magnusson       | 1984 QJ1     | 31 tháng 8 năm 1984  | Anderson Mesa        | E. Bowell                                              |
| 3678 Mongmanwai      | 1966 BO      | 20 tháng 1 năm 1966  | Nanking              | Purple Mountain Observatory                            |
| 3679 Condruses       | 1984 DT      | 24 tháng 2 năm 1984  | La Silla             | H. Debehogne                                           |
| 3680 Sasha           | 1987 MY      | 28 tháng 6 năm 1987  | Palomar              | E. F. Helin                                            |
| 3681 Boyan           | 1974 QO2     | 27 tháng 8 năm 1974  | Nauchnij             | L. I. Chernykh                                         |
| 3682 Welther         | A923 NB      | 12 tháng 7 năm 1923  | Heidelberg           | K. Reinmuth                                            |
| 3683 Baumann         | 1987 MA      | 23 tháng 6 năm 1987  | La Silla             | W. Landgraf                                            |
| 3684 Berry           | 1983 AK      | 9 tháng 1 năm 1983   | Anderson Mesa        | B. A. Skiff                                            |
| 3685 Derdenye        | 1981 EH14    | 1 tháng 3 năm 1981   | Siding Spring        | S. J. Bus                                              |
| 3686 Antoku          | 1987 EB      | 3 tháng 3 năm 1987   | Ojima                | T. Niijima, T. Urata                                   |
| 3687 Dzus            | A908 TC      | 7 tháng 10 năm 1908  | Heidelberg           | A. Kopff                                               |
| 3688 Navajo          | 1981 FD      | 30 tháng 3 năm 1981  | Anderson Mesa        | E. Bowell                                              |
| 3689 Yeates          | 1981 JJ2     | 5 tháng 5 năm 1981   | Palomar              | C. S. Shoemaker                                        |
| 3690 Larson          | 1981 PM      | 3 tháng 8 năm 1981   | Anderson Mesa        | E. Bowell                                              |
| 3691 Bede            | 1982 FT      | 29 tháng 3 năm 1982  | Cerro El Roble       | L. E. González                                         |
| 3692 Rickman         | 1982 HF1     | 25 tháng 4 năm 1982  | Anderson Mesa        | E. Bowell                                              |
| 3693 Barringer       | 1982 RU      | 15 tháng 9 năm 1982  | Anderson Mesa        | E. Bowell                                              |
| 3694 Sharon          | 1984 SH5     | 27 tháng 9 năm 1984  | Palomar              | A. W. Grossman                                         |
| 3695 Fiala           | 1973 UU4     | 21 tháng 10 năm 1973 | Anderson Mesa        | H. L. Giclas                                           |
| 3696 Herald          | 1980 OF      | 17 tháng 7 năm 1980  | Anderson Mesa        | E. Bowell                                              |
| 3697 Guyhurst        | 1984 EV      | 6 tháng 3 năm 1984   | Anderson Mesa        | E. Bowell                                              |
| 3698 Manning         | 1984 UA2     | 29 tháng 10 năm 1984 | Anderson Mesa        | E. Bowell                                              |
| 3699 Milbourn        | 1984 UC2     | 29 tháng 10 năm 1984 | Anderson Mesa        | E. Bowell                                              |
| 3700 Geowilliams     | 1984 UL2     | 23 tháng 10 năm 1984 | Palomar              | C. S. Shoemaker, E. M. Shoemaker                       |